# Melodifestivalen 2014
Melodifestivalen 2014 je švedski izbor za predstavnika na Pesmi Evrovizije. Po vrstnem redu je 54. festival, kje bo nastopilo bo 32 izvajalcev.

### Spored
| Datum      | Mesto        | Dvorana                    | Št. sedežev | Status        |
| ---------- | ------------ | -------------------------- | ----------- | ------------- |
| 1 Februar  | Malmö        | Malmö Arena                | 15,500      | 1. predizbor  |
| 8 Februar  | Linköping    | Cloetta Center             | 11,500      | 2. predizbor  |
| 15 Februar | Gothenburg   | Scandinavium               | 14,000      | 3. predizbor  |
| 22 Februar | Örnsköldsvik | Fjällräven Center          | 9,800       | 4. predizbor  |
| 1 Marec    | Lidköping    | Sparbanken Lidköping Arena | 12,500      | Kvalifikacije |
| 8 Marec    | Stockholm    | Friends Arena              | 27,000      | Finale        |

### Rezultati
| #  | Izvajalec         | Skladba                          | Avtorji                                                                  |
| -- | ----------------- | -------------------------------- | ------------------------------------------------------------------------ |
| 1  | Anton Ewald       | "Natural"                        | John Lundvik                                                             |
| 2  | Ellen Benediktson | "Songbird"                       | Sharon Vaughn, Johan Fransson, Tim Larsson, Tobias Lundgren              |
| 3  | Alcazar           | "Blame It on the Disco"          | Fredrik Kempe, David Kreuger, Hamed "K-One" Pirouzpanah                  |
| 4  | Oscar Zia         | "Yes We Can"                     | Fredrik Kempe, David Kreuger, Hamed "K-One" Pirouzpanah                  |
| 5  | Linus Svenning    | "Bröder" (Brothers)              | Fredrik Kempe                                                            |
| 6  | Helena Paparizou  | "Survivor"                       | Bobby Ljunggren, Henrik Wikström, Karl-Ola Kjellholm, Sharon Vaughn      |
| 7  | Yohio             | "To the End"                     | Andreas Johnson, Johan Lyander, Peter Kvint, Yohio                       |
| 8  | Sanna Nielsen     | "Undo"                           | Fredrik Kempe, David Kreuger, Hamed "K-One" Pirouzpanah                  |
| 9  | Panetoz           | "Efter solsken" (After sunshine) | Johan Hirvi, Mats Lie Skåre, Nebeyu Baheru, Njol Badjie, Pa Modou Badjie |
| 10 | Ace Wilder        | "Busy Doin' Nothin'"             | Ace Wilder, Joy Deb, Linnéa Deb                                          |

| #  | Skladba                 | Danska | Estonija | Francija | Nemčija | Izrael | Italija | Malta | Nizozemska | Rusija | Španija | Združeno kraljestvo Velike Britanije in Severne Irske | Žirija točke | Gledalci | Gledalci | Gledalci | Skupaj | Uvrstitev |
| #  | Skladba                 | Danska | Estonija | Francija | Nemčija | Izrael | Italija | Malta | Nizozemska | Rusija | Španija | Združeno kraljestvo Velike Britanije in Severne Irske | Žirija točke | Glasovi  | %        | Točke    | Skupaj | Uvrstitev |
| -- | ----------------------- | ------ | -------- | -------- | ------- | ------ | ------- | ----- | ---------- | ------ | ------- | ----------------------------------------------------- | ------------ | -------- | -------- | -------- | ------ | --------- |
| 1  | "Natural"               |        |          |          |         | 1      |         | 2     |            |        | 1       |                                                       | 4            | 35,208   | 3.0%     | 14       | 18     | 10        |
| 2  | "Songbird"              |        | 4        | 1        | 4       |        | 6       |       | 10         | 2      | 2       | 2                                                     | 31           | 75,748   | 6.4%     | 30       | 61     | 7         |
| 3  | "Blame It on the Disco" |        |          | 12       | 8       | 8      | 10      | 6     | 6          |        |         | 12                                                    | 62           | 120,654  | 10.1%    | 48       | 110    | 3         |
| 4  | "Yes We Can"            | 1      |          |          | 1       |        | 4       | 8     |            | 4      | 6       | 8                                                     | 32           | 52,844   | 4.3%     | 21       | 53     | 8         |
| 5  | "Bröder"                | 2      | 12       | 6        | 12      | 2      |         |       | 1          | 10     |         | 1                                                     | 46           | 93,974   | 7.9%     | 37       | 83     | 5         |
| 6  | "Survivor"              | 8      | 2        | 4        | 6       | 6      | 2       | 12    | 2          | 1      | 10      | 4                                                     | 57           | 67,366   | 5.6%     | 27       | 84     | 4         |
| 7  | "To the End"            | 10     | 8        | 2        |         | 4      | 1       | 4     |            | 6      | 4       |                                                       | 39           | 109,363  | 9.3%     | 43       | 82     | 6         |
| 8  | "Undo"                  | 6      | 6        | 10       | 10      | 10     | 8       | 10    | 4          | 8      | 12      | 6                                                     | 90           | 307,788  | 25.8%    | 122      | 212    | 1         |
| 9  | "Efter solsken"         | 4      | 1        |          | 2       |        |         |       | 8          |        |         |                                                       | 15           | 45,614   | 3.8%     | 18       | 33     | 9         |
| 10 | "Busy Doin' Nothin'"    | 12     | 10       | 8        |         | 12     | 12      | 1     | 12         | 12     | 8       | 10                                                    | 97           | 283,831  | 23.8%    | 113      | 210    | 2         |